# Ignazio da Laconi

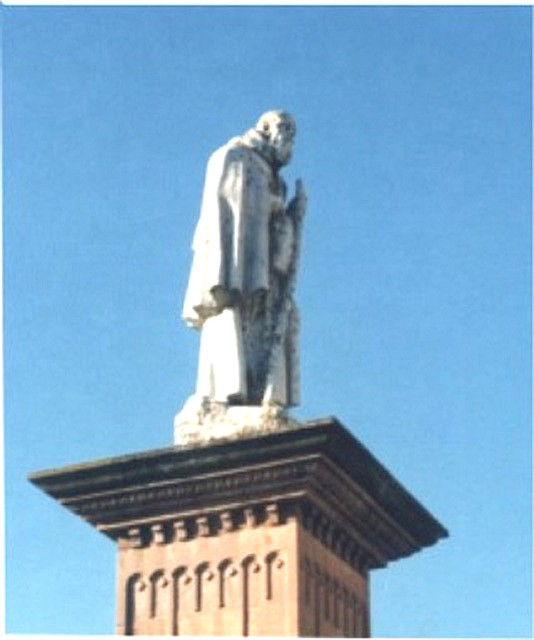
Hl. Ignazio da Laconi

Ignazio da Laconi (* 17. Dezember 1701 in Laconi auf Sardinien; † 11. Mai 1781 in Cagliari auf Sardinien) war ein italienischer Kapuziner und Mystiker. Er wird als Heiliger in der katholischen Kirche verehrt.

## Leben
In jungen Jahren war Ignazio Viehhirte. Nachdem er mit 18 erkrankte, legte er das Gelübde ab, nach einer Genesung in einem Orden einzutreten. Nach zwei Jahren von der Krankheit genesen, vergaß er das Gelübde bis zu einem Sturz vom Pferd. Nun trat er in das Kapuzinerkloster seiner Heimatstadt ein und war ab 1736 für mehr als 45 Jahren, bis zu seinem Tod, als Sammelbruder tätig. Schon zu Lebzeiten soll er die Gaben der Krankenheilung und der Weissagung besessen haben. Ignatius wurde 1951 von Papst Pius XII. heiliggesprochen.